# Nibelungo I
Nibelungo I ou Nivelon I († entre 770 e 786) é um conde Carolíngio no século VIII, sobrinho de Carlos Martel e um dos sucessores da Cronica de Fredegário.

## Biografia
Com a morte de seu pai Childebrando I, ele retomou a escrita da crónica de Fredegário que seu pai tinha fornecido. Ele completa a escrita em 768, aquando da morte de Pepino, o Breve e do advento da Carlos Magno. É provavelmente identificado com o conde homónimo conhecido por ter subscrito os atos do mosteiro de Gorze  em 762 e 770. Finalmente, segundo um ato de Saint-Germain des Prés, ele era dono de uma casa de campo em Marolles-sur-Seine que ele herdou de seu pai e que pertence a partir de 786 a um conde chamado Autbert, sugerindo que Nibelungo morreu antes desta data.